# Piaggio Porter
Piaggio Porter – samochód dostawczo-osobowy typu mikrovan klasy miejskiej, a następnie samochód dostawczy klasy subkompaktowej produkowany pod włoską marką Piaggio od 1992 roku. Od 2021 roku produkowana jest druga generacja modelu.

## Pierwsza generacja

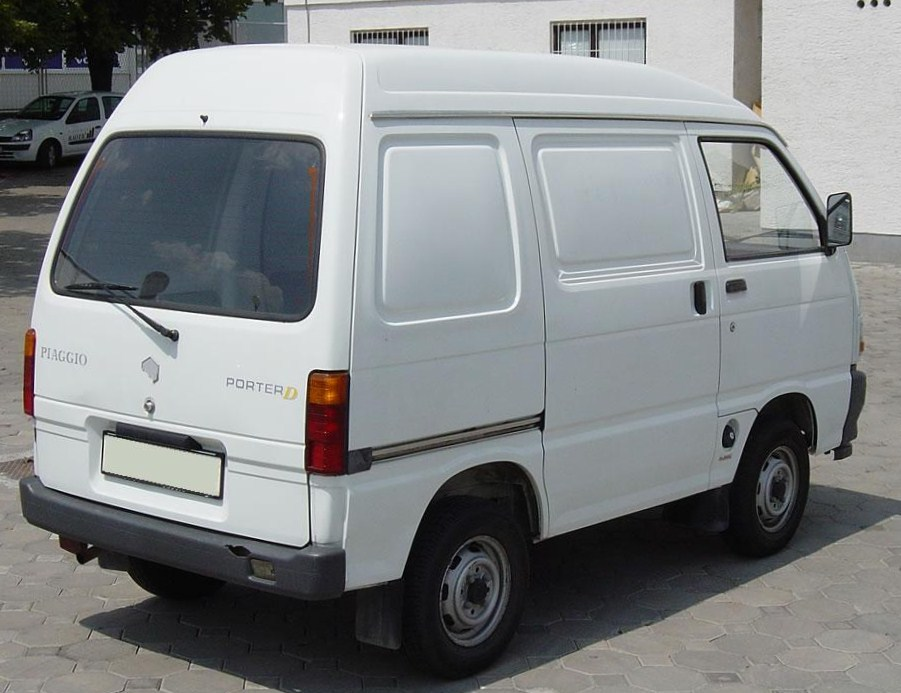
Piaggio Porter I - tył

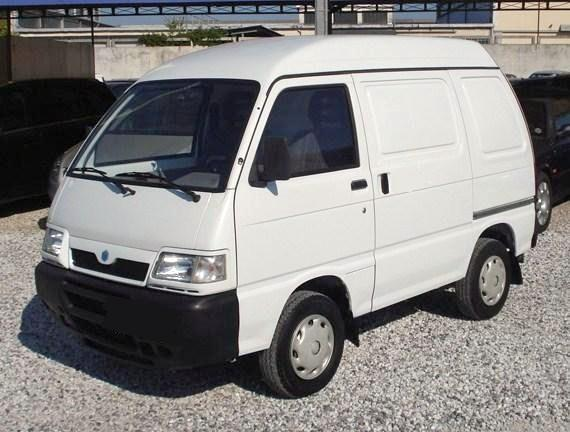
Piaggio Porter I po liftingu

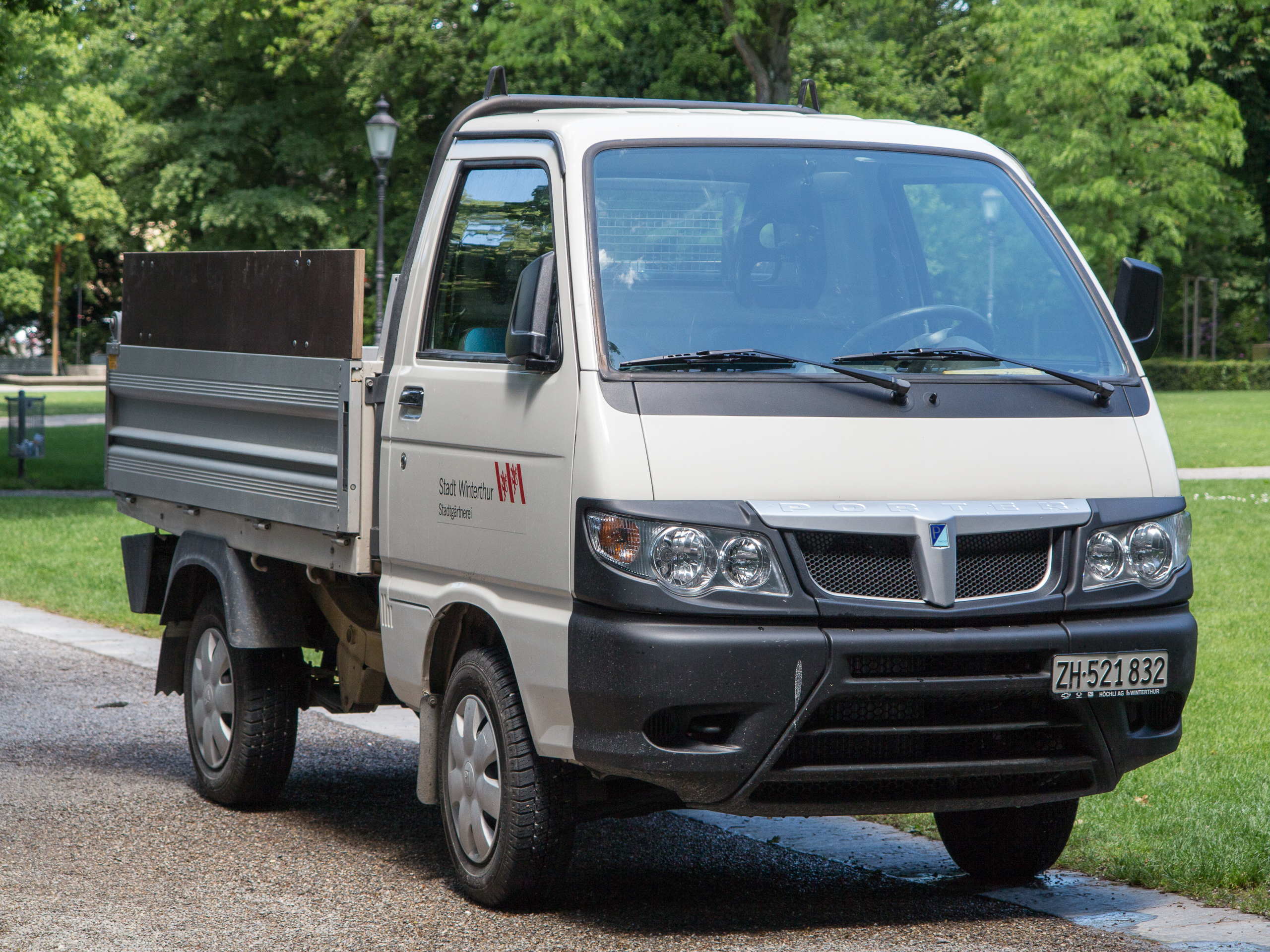
Piaggio Porter I Pickup po drugim liftingu

Piaggio Porter I zostało zaprezentowane po raz pierwszy w 1992 roku.
Włoskie przedsiębiorstwo Piaggio na początku lat 90. XX wieku nawiązało współpracę z japońskim Daihatsu, kupując licencję na rozpoczęcie produkcji pierwszego klasycznego samochodu producenta z Pontedera. Piaggio Porter powstało jako bliźniaczy model wobec siódmej generacji popularnej linii modelowej Daihatsu Hijet, która obecna była już wówczas na rynku od 1986 roku.
W początkowych latach produkcji, Piaggio Porter odróżniało się od japońskiego pierwowzoru innym wyglądem przedniej części nadwozia z jednobarwnym panelem w kolorze nadwozia między reflektorami, a także nieznacznie przemodelowanymi zderzakami.
Samochód trafił do sprzedaży w trzech różnych wariantach nadwoziowych. Poza trzymiejscowym furgonem oferującym obszerną przestrzeń transportową za pomocą tylnej klapy otwieranej do góry i bocznych drzwi odsuwanych, Porter dostępny był także jako 9-miejscowy mikrovan z przeszklonym nadwoziem oraz pickup lub podwozie do zabudowy ze ściętą, 2-miejscową kabiną pasażerską.

### Restylizacje
Pierwszą obszerną restylizację Piaggio Porter przeszedł w 2000 roku, zyskując nowy, autorski projekt przedniej części nadwozia. Pojawił się nowy kształt reflektorów i zderzaków, a także charakterystyczny wąski wlot powietrza z wcięciem na logo producenta.
Drugą, obszerną modernizację, Piaggio Porter przeszedł w lipcu 2009 roku. Pas przedni zyskał charakterystyczne, wielokształtne zaokrąglone reflektory, dwuczęściowy wlot powietrza ze srebrną nakładką, a także nowy wzór deski rozdzielczej i zmodyfikowane akcenty w klapie bagażnika w wersji furgon lub van. Pod kątem technicznym, obszernie zmodernizowano gamę dostępnych jednostek napędowych.
W grudniu 2015 roku Piaggio Porter otrzymał zmodernizowany, 1,3-litrowy silnik benzynowy, który został przystosowany do nowych norm emisji spalin Euro 6. W ten sposób, samochód mógł pozostać w dalszej produkcji i sprzedaży, która wówczas trwała już ponad 20 lat. Pojazd otrzymał też bogatsze wyposażenie.

### Porter Electric
W czerwcu 2012 roku Piaggio przedstawiło odmianę Portera o napędzie elektrycznym. Piaggio Porter Electric napędzany był 10,5 -kW silnikiem elektrycznym, który w ciągu 8 godzin umożliwił naładowanie zestawu baterii do 100% i przejechanie w ten sposób maksymalnie 110 kilometrów.

### Sprzedaż
Piaggio Porter był samochodem oferowanym głównie na rynkach Europy Zachodniej takich jak Włochy, Szwajcaria, Wielka Brytania czy Niemcy, a także m.in. w Południowej Afryce. W niektórych krajach europejskich samochód oferowano pod nazwą pierwowzoru jako Daihatsu Hijet w celu uniknięcia ceł, jakie japoński producent musiałby płacić, gdyby eksportował wówczas pojazd z Japonii. W 2016 roku Piaggio uruchomiło także produkcję Portera w Indiach, zaspokajając lokalne potrzeby rynkowe.

### Silniki
- R3 1.5l
- R3 1.5l CNG
- R3 1.5l LPG

## Druga generacja
Piaggio Porter II zostało zaprezentowane po raz pierwszy w 2020 roku.
Druga generacja modelu Porter oznaczona kodem fabrycznym NP6 została przedstawiona po niemal 30 latach rynkowej obecności dotychczasowego modelu. Za miejsce debiutu obrano targi IAA w niemieckim Hanowerze we wrześniu 2020 roku. Piaggio zdecydowało się całkowicie wycofać z dotychczasowej koncepcji dostawczego mikrosamochodu i zakończyło partnerstwo z japońskim Daihatsu na rzecz chińskiego producenta samochodów użytkowych Foton.
W ten sposób, druga generacja Piaggio Porter stała się większym o segment samochodem dostawczym w postaci dwubryłowego, dwudrzwiowego pojazdu dostawczego z przedziałem transportowym typu skrzyniowy pickup lub podwozie do zabudowy. W zależności od wariantu napędowego, dopuszczalna masa całkowita pojazdu waha się między 2,1 a 2,8 tony.
Pomimo znacznie większych wymiarów zewnętrznych przekraczających nieznacznie nie 3, lecz 4 metry, Porter II zachowało koncepcję umiejscowienia jednostki napędowej - znalazła się ona w pozycji leżącej pod kabiną pasażerską, z dostępem uzyskiwanym po uchyleniu fotela kierowcy. Czterocylindrowy, 1,5-litrowy silnik benzynowy dostępny jest w wariancie klasycznym, a także napędzanym gazem LPG lub CNG.

### Sprzedaż
Produkcja drugiej generacji Piaggio Portera rozpoczęła się we włoskich zakładach w Pontedera w styczniu 2021 roku. W czerwcu tego samego roku rozpoczęła się oficjalna sprzedaż Portera II w Polsce za sprawą innego niż w przeszłości wobec tego modelu dystrybutora. Firma Uni-Truck specjalizuje się ponadto w sprzedaży dostawczych samochodów innej włoskiej marki, Fiat oraz Iveco. Ceny wahały się w momencie debiutu między 65 a 109 tysięcy złotych netto.
Obecnie samochód jest oferowany w szerokiej gamie wariantów, podstawowej skrzyni i wywrotce tylnozsypowej, oraz specjalistycznych dedykowanych firmom komunalnym, zakładom pogrzebowym i kamieniarskim, firmom kurierskim, oraz specjalistom poszukującym małego zwinnego samochodu o dużej ładowności i spełniającego wyśrubowane przepisy dotyczące ochrony środowiska.

### Silniki
- R4 1.5l 106 KM
- R4 1.5l 102 KM LPG
- R4 1.5l 94 KM CNG